# Tokyo: After Hours
Tokyo: After Hours (アフターアワーズ)  è un manga di genere yuri/slice of life scritto da Yuhta Nishio, pubblicato dalla casa editrice Shogakukan e tradotto in Italia dalla J-Pop.

## Trama
Emi è una ragazza timida e introversa che non ama i posti affollati. Viene invitata un giorno dalla sua amica ad un party notturno di Shibuya dove si dividono; lei incontra una ragazza di nome Kei, che dopo averla approcciata e averci fatto amicizia la porta a casa sua dove alla fine, ubriache, finiscono per consumare un rapporto sessuale. Emi si stabilirà poi nell'appartamento di Kei, nascondendo il fatto che viva dal suo ex-ragazzo, e iniziando ad aiutarla facendole da VJ. Durante il manga le due si avvicineranno sempre di più l'una all'altra, sia nel mondo della musica sia in modo romantico.